# Roger Pannequin
Roger Pannequin, alias « commandant Marc », né le 19 janvier 1920 à Bully-les-Mines et mort le 13 octobre 2001 à Verberie, est un instituteur de la région Nord et un résistant des Francs-tireurs et partisans (FTP) de la première heure qui combattit l’occupation allemande. Ses livres, articles et témoignages dans la presse et à la télévision ont été abondamment cités par les historiens de la Résistance intérieure française et des années d'après-guerre, période où il fut le premier adjoint au maire de Lens, Auguste Lecoeur, puis responsable de la Main d’œuvre immigrée à la direction du Parti communiste français, fonction dont il est écarté au printemps 1951 malgré le fait qu'il ait été rapidement blanchi par la justice dans l'affaire Pronnier.

## Biographie

### Engagement dans la résistance
Fils d'un ouvrier ajusteur dans l'industrie minière, il étudie à l’École normale d’instituteurs d’Arras à partir de juin 1936. Il adhère aux jeunesses socialistes, liées à la SFIO, alors que le Front populaire vient d'arriver au gouvernement. Il est proche de l'aile gauche du parti emmenée par Marceau Pivert,.
Mobilisé au début de la Seconde Guerre mondiale, il est capturé par l'armée allemande après l'effondrement des lignes françaises mais réussit à s’évader avec un camarade. Début 1941, instituteur depuis peu, il entre en contact avec des militants communistes, parmi lesquels Julien Hapiot, qui commençaient à organiser la résistance dans le Nord-Pas-de-Calais, avec un PCF particulièrement impliqué dans le Pas-de-Calais. Il participe au tirage et à la distribution de tracts, à la collecte de matériel et d'argent, et à des sabotages. Il adhère au Parti communiste français (clandestin) au octobre 1941 et rejoint le groupe de Charles Debarge avec lequel il participe à l’action armée contre l'occupant.
Il est arrêté le 6 mai 1942, soumis à la torture et condamné à cinq ans de travaux forcés. Il s'évade le 17 juillet 1943 et se réfugie brièvement en Belgique avant de revenir en France et de reprendre part à la résistance. Il est l'un des rédacteurs du Patriote du Pas-de-Calais et mène des attaques armées avec les FTP. Il est arrêté une nouvelle fois le 24 mai 1944 à Lens mais s'évade à nouveau le 26 juin au cours d'un transfert, sous le pseudonyme de « Marc ». Il a la responsabilité des liaisons entre le Front national et les FTP dans les départements de l'Aisne, des Ardennes et de la Meuse. Ses multiples évasions font de lui l'un des résistants les plus recherchés.
Ses tortionnaires étaient en premier lieu le commissaire de police de Lens, André Dobbelaere, condamné à mort puis gracié à la Libération et son adjoint, lieutenant de gendarmerie Roger Fleurose, œuvrant tour à tour au commissariat de Lens ou dans les locaux de la gendarmerie. Les mêmes s’illustreront dans les tortures infligées à bien d’autres résistants du bassin minier, le plus notable étant l’instituteur d’Harnes, Henri Gouillard avant de les remettre à la Gestapo, Beaucoup de gendarmes impliqués dans la traque des résistants seront mutés dans la Sarre pendant les premières années de l'occupation française. Ils reviendront dans le bassin minier lors des grèves de 1947 et 1948.

### Parcours au PCF

#### Milices patriotiques
À la libération de la France, qui voit le Parti communiste en position de force dans sa région, il est vice-président du Comité départemental de libération (CDL) du Pas-de-Calais et dirige le Comité de libération de Liévin.
Roger Pannequin fut désigné en décembre 1945 à la Commission départementale d’enquête auprès des Comités de libération locaux sur le bilan de l’épuration, créée à l’initiative de la Commission de la justice du Conseil national de la Résistance.
Il représente son département à la réunion nationale à Paris des milices patriotiques et s'oppose à leur dissolution, au cours d'un accrochage violent avec Laurent Casanova, l'un des plus proches amis du leader du PCF Maurice Thorez.
Cependant, par la suite, il justifie dans Le Patriote du Pas-de-Calais des 9-10 février 1945 la déclaration de Maurice Thorez sur l’illégalité des Milices patriotiques. Il représenta le CDL du Pas-de-Calais aux États Généraux de la Renaissance française et y fut le rapporteur pour le thème de la défense de la République et de la démocratie.

#### Adjoint au maire de Lens
En 1945, il est élu sur la liste d'Auguste Lecœur dont il devient le premier adjoint à la mairie de Lens (Pas-de-Calais) et premier adjoint de la Fédération du Parti communiste français du Pas-de-Calais. C'est la première fois de l'histoire que le PCF gagne la mairie de la capitale du bassin minier, créant la surprise, mais en 1947, la liste d'Auguste Lecœur perd les élections municipales, à la suite d'un renversement d'alliance du Parti socialiste.
Lors des municipales de 1947, les deux premiers adjoints d'Auguste Lecœur, Louis Lambin et Roger Pannequin s'opposent à lui et à son secrétaire personnel Marcel Rolland, qui ils reprochent un tract de campagne disant « Bas les pattes » au candidat du parti socialiste à la mairie de Lens, le docteur Schaffner, combattant de la silicose, qui avait eu les mains brûlées par le radium.

#### Grèves de 1947-1948
Roger Pannequin suivit à l’hiver 1946-1947 les cours d'André Marty à l'École centrale du PCF en région parisienne, consacrée à des néophytes du communisme mais potentiels futurs cadres, généralement âgés de moins de trente ans, et célibataires. Il devint à sa sortie l'un des secrétaires de la Fédération du Pas-de-Calais du Parti communiste français, département où son ami René Camphin est salué en mai 1947 par une « explosion de joie », quand il apporte « tout joyeux » l'annonce de la révocation des ministres communistes, en pleine bataille du charbon, cette révocation semblant augurer d'un retour prochain et ne position plus forte.
Son département sera ensuite en pointe dans les grèves de 1947 et la grève des mineurs de 1948. Le discours de Thorez devant 7 000 personnes au grand meeting d'Hénin-Liétard, sa commune natale, le 4 décembre 1947, jour de la Sainte-Barbe, patronne des mineurs s'en prend violemment à la SFIO au pouvoir, décrite comme le « parti américain » et deux jours après des chars arrivent dans la région pour dissuader les barricades.
Dans ses mémoires publiés en deux tomes en 1976 et 1977, Roger Pannequin mentionne à plusieurs reprises que le tribunal de Béthune l'a condamné à six mois de prison ferme, après que la police l'ait auditionné en 1948, dans le cadre d'une large enquête menée quelques mois après la grève . Il fait ainsi partie des dizaines de militants communistes condamnés à des peines de prison à l'issue des grèves de 1947-1948 et défendus par l'avocat Gaston Moithy, militant SFIO et maire-adjoint de Lille.
Le 2 décembre 1947 en fin d'après-midi il avait été témoin d'une bataille rangée entre des CRS qui tentent de déloger des grévistes occupant les grands bureaux des Mines, dans sa ville natale de Bully-Grenay. Pour échapper aux projectiles jetés du bâtiment, les CRS avaient tenté d'éloigner en frappant à coups de crosse, pendant plusieurs minutes, une manifestation venue soutenir les occupants, au premier rang de laquelle se trouvaient par hasard des prisonniers de guerre allemands. La nuit tombe et les trois CRS jugés les plus actifs dans l'affrontement s'étaient retrouvés prisonnier des grévistes, à l'instigation d'un délégué mineur CGT qui avait décidé leur séquestration à la fosse 5 de Loos-en-Gohelle pendant une nuit, où il mène leur interrogatoire, pour faire un exemple. Leur disparition fait l'objet d'un message du capitaine, qui commandait la 31e CRS, conservé aux archives départementales du Pas-de-Calais. La séquestration visait à leur apprendre ce qu'est la dure condition des mineurs.
Les mineurs voulaient les garder otages une journée de plus mais ils ont été relâchés le lendemain sur ordre de deux dirigeants de la Fédération CGT des mineurs, a raconté Pannequin dans ses mémoires. Leur libération sera mentionnée avec deux jours de retard dans La Voix du Nord du 6 décembre 1947. Pannequin racontera à l'historien Moscou Boucaut que ces CRS ont subi les moqueries des grévistes « sur la dérision qu’il y avait à rester au service du pays pour 8000 francs par mois » et dans ses mémoires qu'ils étaient conservés comme "otages", menacés d'exécution au cas ou les forces de l'ordre tireraient sur les grévistes. Plusieurs grévistes ont ensuite été décrits par trois "otages" de l'année précédente, dont un sergent devenu depuis adjudant, et 2 CR, dont l'un est devenu sergent.
Il subit les réquisitions sévères du substitut du procureur, l'accusant d'avoir été impertinent lors de l'interrogatoire du juge d'instruction puis fait appel dans l'attente de la loi du 5 janvier 1951 portant amnistie, dont une disposition spéciale pour les anciens résistants prévoit qu'ils sont amnistiés, pour les actes accomplis dans l'intention de contribuer à la libération définitive de la France.

#### Permanent du PCF, de 1949 à 1953 à Paris
Roger Pannequin devient permanent du parti communiste en 1949 à Paris, où Auguste Leoceur le fait entrer à la très importante "section d'organisation" qu'il dirige de fait depuis 1949. Lors du match France-Yougoslavie du 30 octobre 1949, qualificatif pour la coupe du Monde au Brésil, censuré par l'Union française de l'information, sur ordre de la direction du PCF. Présent dans le stade, il échoue à établir un contact avec son ex-camarade de la Résistance française Ljubo Ilić, devenu un diplomate et assistant du ministre de la construction yougoslave, en constatant que Jules Decaux, pour traquer les risques de titisme, traque dans un fichier les relations communistes de chaque militant.
Malgré son jeune âge, il est l'un des très rares anciens résistants à faire son entrée au comité central du PCF dès le congrès d'avril 1950 où ceux-ci sont globalement évincés de l'instance dirigeante du parti.
Le dimanche qui suit le vendredi du cinquantième anniversaire de la naissance de Maurice Thorez , il fait partie d'un tout petit groupe des quatre principaux héros de la Résistance dans la région invités à déjeuner dans le village natal de Maurice Thorez à Noyelles-Godault, frontière du Nord et du Pas-de-Calais autour de sa mère Clémence.
Les trois autres sont Nestor Calonne, René Camphin et Auguste Lecœur, et Roger Pannequin y voit une réconciliation entre eux et Thorez quelques jours après le congrès. Dès leur arrivée, ils sont invités à monter à bord de deux voitures pour aller poser quelques kilomètres plus loin pour les photographe de la presse devant une « pierre commémorative » de la grève patriotique que les mineurs menèrent en mai et juin 1941, au lieu où elle a démarré à la fosse n° 7 - 7 bis des mines de Dourges, dite du "Dahomey", à Montigny-en-Gohelle pour la commémorer.
Le puits ne servait plus à la descente mais le « bistrot d'en face avait les clés de la grille ». Roger Pannequin a l'attention captée par un vestige de la bataille du charbon, un baromètre dessiné en roue sur un immense tableau blanc mesurant les efforts pour atteindre le seuil de 100 000 tonnes de charbon par jour dans toute la France, fixé en 1945 par le ministre de l'industrie Robert Lacoste et il y voit du « l'allure de monuments funéraires à la gloire du stakhanovisme ». Nestor Calonne, leader historique de la CGT des mines dans l'entre deux-guerres, dit alors à Thorez 
« regarde ce qui reste de tes conneries, tu n'en as pas à être fier », une allusion à la recrudescence de silicose pendant la Bataille du charbon de 1945-1946.
Thorez lui répond, « alors Nestor, toujours Broutchoux contre Basly » en référence au conflit du début du siècle entre les lignes des syndicalistes mineurs Benoît Broutchoux et Émile Basly.
Début mai 1950, il se voit confier trois secteurs directement par Thorez, les associations de masse (jeunes, femmes, sports, anciens combattants) et surtout les immigrés, qui occupaient alors plusieurs permanents au siège du PCF, au moment où de nombreux pays européens espéraient rapatrier les ouvriers immigrés qualifiés. Il découvre alors que les exploits des FTP parisiens sont surtout ceux des FTP MOI, des juifs étrangers dont il ignorait l'existence. Il échoue à passer l'été 1950 en Hongrie avec ses filles, le passeport lui est refusé et il s'en procure un faux mais Maurice Thorez vient lui reprocher de l'avoir fait faire en lui rappelant sa condamnation découlant des grèves de la fin 1947 dont l'amnistie n'est pas encore obtenue.
En septembre 1950 il a le choc d'apprendre l'assassinat à la mitraillette de son ancien compagnon en prison Julien Lahaut, numéo un du PC belge et dernier témoin des discussions au sein de l'Internationale communiste pendant la guerre, Eugen Fried ayant été assassiné en 1943.

#### Journalisme et école centrale
À la suite de l'affaire Pronnier, Pannequin perd son poste de responsable de toute la MOI au sein du PCF, même s'il est blanchi par la Justice d'une accusation d'avoir été l'instigateur d'incendies contre des bâtiments agricoles dans son département du Pas-de-Calais. Un autre département qu'il supervise de Paris, la Somme est aussi critiqué par la direction du PCF. Le rédacteur en chef de L'Humanité, le jeune André Stil, proche de Louis Aragon, écrit dans France nouvelle, hebdomadaire central du PCF que la conférence fédérale de la Somme, devra "centrer ses travaux" sur "la grande faiblesse" des liaisons du parti avec les masses dans ce département, en ajoutant que la fédération de la Somme n compte plus que 4600 adhérente en 1952 contre 11 189 en 1946, et plus que 14 cellules d'entreprise au lieu de 53.
Il est nommé à l'été 1951 rédacteur en chef des Cahiers du communisme, sous la direction de François Billoux, un très proche du secrétaire général du PCF Maurice Thorez, puis à l'automne 1952 directeur de l'École centrale du Parti communiste français. François Billoux, membre du secrétariat du Comité central, est chargé depuis 1948 de la section idéologique, dont la ligne politique est plusieurs fois contestée au cours des hésitations et virages politiques du PCF durant l'année 1952.
Il retrouve le 11 avril à Bruxelles François Billoux, de retour de deux semaines passées avec Maurice Thorez en Union soviétique qui lui remet une liasse de notes sur la nouvelle politique à appliquer en France par le PCF. Une première manifestation très dure illustre cette nouvelle politique à la mi-mai. Cette « ligne dure » est relayée par André Stil, jeune rédacteur en chef de L'Humanité, incarcéré le 26 mai 1952 pour des appels à la violence suivis le surlendemain par « l’opération ultra-gauchiste » de la manifestation contre le général Ridgway, qui cause 718 interpellations dont celle, imprévue, de Jacques Duclos en fin de soirée, numéro un du PCF en l'absence de Maurice Thorez, mais aussi 372 blessés parmi les policiers, dont 27 grièvement, et encore davantage parmi les manifestants. Deux sont tués par balles très tôt dans l'après-midi, venus d'Aubervilliers, commune dont Charles Tillon est le député-maire: Bélaïd Hocine, ouvrier municipal algérien et Charles Guénard conseiller municipal, près d'un barrage de police dressé rue de Flandres,. Le cordon de police y ayant cédé en désordre, il a subi de lourdes pertes, après un repli sur le commissariat du 10e arrondissement puis la panique d'un brigadier isolé qui ouvre le feu.
Un appel à la grève, le 4 juin, pour la libération de Jacques Duclos tourne au fiasco, y compris dans les bastions du PCF. Un comité central semi-clandestin se réunit discrètement à Gennevilliers début juin, où Étienne Fajon, 46 ans, le représentant du PCF au Kominform lors de sa création, très proche de l'Union soviétique, qui sera ensuite directeur de l'Humanité de 1958 à 1974,vient d'être promu au secrétariat. Il lit un rapport prenant le contrepied de l'éditorial de mai et des consignes reçues en avril d'Union soviétique. Le but est d'obtenir la libération de Jacques Duclos dont le PCF craint qu'il ne reste au moins six mois en prison. François Billoux est alors obligé de déjuger son article de mai dans un autre dès juillet, en vue du non-lieu général dans l’instruction ouverte le 8 août, obtenu en novembre après 170 inculpations et des dizaines de perquisitions, mais perdit quand même la présidence du groupe communiste à l’Assemblée nationale, puis en mars 1953 fut impliqué dans « l'affaire du portrait de Staline », au cours de laquelle Louis Aragon se voit contraint de publier « un choix de lettres de lecteurs » indignés, préparé par Billoux, pour le numéro du 26 mars des Lettres françaises.

#### Mise à l'écart
Roger Pannequin a subi ensuite la vague de mises à l'écart dont ont été victimes des leaders de la Résistance française au sein du PCF, comme celles en 1952 du député André Marty, de Charles Tillon, fondateur et commandant en chef des Francs-tireurs et partisans et de Georges Guingouin, chef des maquis du Limousin, puis celles en 1954 des deux leaders de la résistance dans le Nord-Pas-de-Calais, Auguste Lecœur et René Camphin. Elles ont lieur sur fond d'effondrement général du nombre d'adhérents du PCF, cependant plus limité dans "les vieux bastions ouvriers de 1937", notamment "les vieilles fédérations (Nord, Seine, Seine-et-Oise) " avec une "résistance du PCF dans la classe ouvrière" car si le nombre des cellules locales ou rurales a régressé de 39 %, celui des cellules d'entreprise n'a baissé que de 31 %, malgré une répression bien plus sévère dans les usines qu'à la Libération ce qui fait que les ouvriers représentent désormais 40 % des effectifs communistes et les femmes désormais 20% contre 11% en 1946.
L'historienne française Annie Kriegel, éditorialiste au Figaro, y verra un désaccord entre dirigeants communistes à l'époque de la fin de vie puis de la mort de Staline en mars 1953, et Auguste Lecœur. L'historien Philippe Robrieux montrera deux décennies plus tard qu'il s'agissait d'un réflexe de défense de l'entourage de Maurice Thorez, qui n'avait pas la même légitimité historique, n'ayant jamais participé à la Résistance française.
Cette mise à l'écart débute dès la période favrier-avril 1951, avec l'affaire Pronnier au cours de laquelle Roger Pannequin et son ami René Camphin ont reçu un « blâme interne » du comité central, sur la base du témoignage très controversé d'un criminel condamné à mort, auquel la Justice n'a pourtant pas donné crédit. René Camphin est ulcéré de savoir Lecœur mis en cause par Léon Mauvais dans cette obscure affaire. Paul Pronnier, en se couvrant de la Résistance, où il a pénétré en mai 1944 après avoir sollicité son adhésion à la LVF, s’était rendu coupable d’actes de gangstérisme et de trahison. Personnellement visé par l'affaire, Pannequin reçoit ce blâme après une enquête interne au PCF à laquelle Auguste Lecœur, lui-même en début de disgrâce, été contraint par la direction du PCF de coopérer. Pannequin constate que L'Humanité se fait très discrète sur l'enquête de justice qui blanchit les ex-leaders résistants du PCF tandis que les pages du quotidien régional Liberté la couvrant disparaissent des archives départementales.
C'est la rupture de l'amitié avec Auguste Lecœur, Pannequin estimant que ce blâme injustifié, sera ensuite utilisée par la direction du PCF pour les mettre tous les deux à l'écart en 1953-1954, Auguste Lecœur ayant également été instrumentalisé selon lui pour éliminer dès 1952 deux autres grands résistants qui pouvaient faire de l'ombre à Maurice Thorez, André Marty et Charles Tillon. Minée par les procès internes contre ses dirigeants, la Fédération communiste du Pa-de-Calais va à partir de cette période céder du terrain aux Socialistes, mais dans un premier temps le PCF progresse aux élections législatives de 1951.
Cette éviction est d'autant plus douloureuse que « peu à peu, le parti se substituait à mon père disparu. Il en épousait les luttes et les espoirs, les souffrances et les désespoirs. Il s'identifiait à lui à tel point que c'était maintenant au parti que je me sentais redevable de ce que mon père avait fait pour moi ». Mais une fois évincé, il trouve grand plaisir à lire des auteurs jusque là proscrits au sein du PCF.

##### Tentative d'assassinat en septembre 1953
Les 4,5 et 6 septembre 1953, Pannequin assiste François Billoux pour l'organisation des journées nationales d’études des instituteurs communistes. Ceux-si sont invités à une politique d'entrisme au sein de la Fédération éducation nationale alors qu'ils militaient depuis la scission de 1948 dans une FEN-CGT distincte.
Parmi les participants, Flore, militante lensoise qu'il connaissait depuis la Résistance et qu'il rejoint chaque soir à son hôtel. Le 7 septembre 1953, il est victime d'une tentative d'assassinat en pleine fête de l'Humanité, menacé d'un révolver par le mari de Flore, qu'il parvient à convaincre de justesse de ne pas passer à l'acte en s'excusant et en l'informant qu'il est manipulé. Il explique au mari trompé qu'il n'a pu être informé de l'adultère que par un de ses quasi-voisins à Lens, cherchant à le mettre en difficulté, Auguste Lecœur, qui faisait déjà détourner le courrier de Roger Pannequin depuis des semaines à l'École centrale et a utilisé ses fonctions au PCF pour connaître l'adresse de l'hôtel parisien où la militante de province était hébergée.
Son licenciement est brutalement décidé par Auguste Lecœur dès le lendemain. Dans sa biographie de Roger Pannequin publiée en 1983, l'historien Philippe Robrieux expliquera que c'est en réalité Maurice Thorez en personne qui avait réclamé que le courrier de Pannequin soit ouvert, en vue de son éviction, pour obtenir par la suite celle d'Auguste Lecœur.
Auguste Lecœur venait d'être lui-même mis en difficulté par la direction du PCF, car il est revenu en août 1953 d'Union soviétique avec un rapport sur la déstalinisation, quelques mois après la mort de Staline, dont le secrétaire général du PCF Maurice Thorez ne voulait pas entendre parler et qu'il cherchait à dissimuler. Le bureau politique du PCF venait de ne recevoir, à l'été 1953, « qu'une version affadie de la réunion du Kominform des 12 et 14 juillet 1953, au cours de laquelle Duclos, représentant le parti français, a entendu mettre en accusation et, probablement déjà, impliquer Staline ».

### Reprise d'un poste d’instituteur en septembre 1953
Roger Pannequin perd immédiatement son travail de permanent à Paris et doit reprendre dès les jours suivant son éviction un poste d’instituteur en 1953 à Sallaumines, dans une petite ex-école privée des Houillères nationalisée en 1945, qui par chance manquait d'un instituteur à ce moment-là.
Tout en restant membre du PCF jusqu'en 1968, il sympathise avec les groupes oppositionnels Débat communiste et Unir. Il ne quitte finalement le parti communiste qu'après Mai 1968, puis peu après participe à la création et aux activités du Secours rouge en 1970.
En février 1964, il écrit un article dans la revue d'UNIR, Le débat communiste dénonçant "la criminelle signification" du vote des membres du Comité central sanctionnant en 1952 André Marty et Charles Tillon, et exprimant son remords de l'avoir votée. Au début de 1971, fidèle à son engagement de la fin des années 1940 contre la guerre d'Indochine, il aide à créer un " Front Solidarité Indochine" contre la guerre du Vietnam.

## Les livres d'histoire
Roger Pannequin a par ailleurs contribué à de nombreuses recherches historiques, écrites ou cinématographiques, mêlant analyse, souvenirs, anecdote et humour, appréciés pour de nombreuses précisions sur les actes de résistance dans le Pas-de-Calais entre 1942 et 1944. Il a écrit trois témoignages d'histoire racontant ses expériences dans la Résistance et les neuf années d'après-guerre. Ses mémoires en deux tomes, parus en 1976 et 1977, n'évoquent pas ses initiatives militantes après le départ du PCF, notamment au sein du mouvement "UNIR" et du Secours rouge.

### Contribution à "Debout partisans" deClaude AngelietPaul Gillet

#### Récit-reportage très informatif sur la Résistance
Son premier témoignage est une large contribution au livre Debout, partisans, de Claude Angeli et Paul Gillet. C'est un récit-reportage très informatif, s'appuyant des documents inédits et deux cents interviews de personnages des FTP mis en scène, racontant la reconstitution de l'appareil du PCF en 1939-1941 en province, sous l'impulsion de Charles Tillon dans le Sud-Ouest, de Marcel Paul dans l'Ouest, de Georges Guingouin dans le Massif Central, et d'Auguste Lecœur dans le Nord, en évoquant la grande grève des mineurs de 1941, sur laquelle le livre apporte de l'information, appuyée sur des témoignages solides et des documents inédits.
Avec les auteurs, Roger Pannequin a cofondé quelques semaines plus tard le Secours rouge, présidé par Jean-Paul Sartre, où d'anciens résistants apportent une aide symbolique à des militants de gauche et d'extrême-gauche s'estimant à la fois victimes d'acharnement policier et d'ostracisme du PCF.

#### Réponse aux livres communistes de 1967 et 1969
Ce livre est paru en décembre 1969, cinq mois après que Jacques Duclos, longtemps numéro deux du PCF, ait publié en juin 1969 ses mémoires, qui donnent une interprétation enjolivée de l'« appel du 10 juillet 1940 », au moment de sa candidature à l'élection présidentielle française de 1969, un document antivichyssois mais "fort discret sur l'occupant", reconnaissant les démarches effectuées en 1940 pour faire reparaître L'Humanité, comme l'avait déjà fait fin 1967 un livre collectif de l'Institut Maurice-Thorez, "Le Parti communiste dans la Résistance", admettant quelques autres faits contestés contre l'évidence jusqu'alors.
Le livre collectif de 1967 s'était vu reprocher dès le printemps 1968 de "travestir les faits et de faire œuvre de propagande", concernant les 21 mois qui séparent octobre 1939 et juin 1941, par Auguste Lecoeur, un autre ex-résistance évincé de la direction du PCF en 1953-1954, pour qui la solidarité "bolchevik" avait été "la ligne de conduite permanente" de Jacques Duclos entre 1939 et 1941. Lecoeur lui "attribue avec vraisemblance beaucoup de textes de l'époque", note Alain Duhamel dans Le Monde le 2 mai 1968, mais avec "animosité" envers Duclos et "durement", selon Duhamel, pour qui "il y a fort à parier que ce fut la mort dans l'âme" que Duclos se soit se plié aux soviétiques. Le livre Dans la bataille clandestine de Jacques Duclos, "admet à regret le rôle" joué par Lecoeur en 1941 et 1942, en le critiquant.

#### Contexte du succès du livre d'Artur London
Les premiers témoignages de Roger Pannequin sortent peu après le succès du livre d'Artur London et peu avant succès considérable du film éponyme L'Aveu, de Costa-Gavras, avec Yves Montand, véritable phénomène politique et culturel, bouleversant son époque: ce film d'avril 1970 réunit en France 2 millions de spectateurs,. Livre et film racontent le procès découlant des accusations portées contre Artur London dès 1950-1951, époque où Roger Pannequin secondait Auguste Lecoeur à la section d'organisation du PCF, chargée de la Main d'oeuvre immigrée qu'avait dirigée pendant la guerre Artur London. Pannequin échange de très nombreux courriers avec Artur London en 1969 et 1970.
Lecoeur révèle en 1970 que Maurice Thorez l'avait convoqué en 1950 ou 1951 "pour l'interroger sur les activités" d'Artur London, pendant la guerre d'Espagne et la résistance, et qu'il avait pris la défense de London, Thorez mentionnant ensuite qu'il interviendrait auprès de Staline. Mais selon Lecoeur, Maurice Thorez a pris seul sa décision après le rapport reçu, et les dirigeants du PCF ne connaissent donc pas les circonstances dans lesquelles ces démarches ont été effectuées ou non, ceux du PC tchécoslovaque non plus, car les fonctionnaires soviétiques ne leur ont rien dit des interrogatoires secrets qui ont commencé dès la fin de 1949, préparant l'arrestation de London en 1951, étapes-clé de la longue préparation du procès de 1952 contre Artur London, où 11 coaccusés sont condamnés à mort le 28 novembre 1952, lui et deux autres à perpétuité, même s'il sera finalement acquitté par le jugement de la Cour suprême en février 1956 après la mort de Staline,. Un article de 1951 d'Étienne Fajon dans les Cahiers du communisme montrant que la commission d'enquête Mauvais-Servin accumule des "preuves" sur Marty et Tillon au moment précis où Artur London est " interrogé " et torturé, afin de mettre en cause des militants français à propos des Brigades internationales.

### Mémoires, 1er tome en 1976
En 1975, son article dans la Revue du Nord rappelle que Londres n’envoyait pas d’armes aux FTP, qui en milieu urbain ils avaient surtout besoin de grenades. Il y raconte l'attaque de son fourgon, au sortir de la prison, organisée par André Pierrard "avec un camion et quatre hommes", qui le soir-même l'informent de la catastrophe: les groupes FTP du Pas-de-Calais "hâtivement rassemblés en unités de marche", puis "encerclés, décimés, disparus", à la suite d'une « erreur fondamentale », avoir "coupé les FTP de leur base : le peuple". Il émet l'hypothèse "qu'à l'exemple des partisans soviétiques", quelqu'un a crû pouvoir "amener en vitesse sur les arrières du recul ennemi des groupes de sabotage et de harcèlement, afin que la grande partie des troupes allemandes ne puisse repasser le Rhin et soit anéantie", mais sans pouvoir dire d'où est venue l'idée. Il y demande aussi pourquoi ensuite les FTP "furent tous incités à rejoindre l'Armée", pour "s'amalgamer (sic) dans l'Armée De Lattre, sous les ordres de l'encadrement pied-noir", puis "encasernés dans les écoles de guerre, séparés de leurs hommes", pour "se retrouver finalement… à That Khé et à Dong Khé", pris dans la guerre d'Indochine, "malgré la présence des ministres communistes dans le gouvernement français".
Le premier tome, des mémoires de Roger Pannequin, consacré à la Résistance, sort peu après en mars 1976, devenant le premier succès de librairie des éditions du Sagittaire, fondées en 1975, par Gérard Guégan, dont le premier roman, La Rage au cœur, avait obtenu un vif succès en mai 1974 et qui fut licencié la même année avec Raphaël Sorin et Olivier Cohen, de Champ Libre, maison d'édition fondée par Gérard Lebovici.
Dans ce premier tome, Roger Pannequin raconte son entrée en résistance dès 1940, dans le sillage de Julien Hapiot qui a comme lui grandi à Grenay, les récupérations d'armes qui vont permettre de réduire un peu les risques pris lors la diffusion de la grève des mineurs de mai-juin 1941, puis son arrestation, la torture par les policiers de Lille et les souffrances endurées dans la forteresse d'Huy en Belgique, puis ses deux évasions.

### Mémoires,2etome en 1977
Le 1er tome est suivi d'un second appelé Adieu camarades, très virulent à chaque chapitre contre l'ex-mentor de Pannequin, Auguste Lecœur, qui fait écho aux critiques non moins virulentes formulées contre ce dernier par les mémoires de Pierre Daix, parues un peu avant, en 1976, avec les mêmes accusations de sectarisme et d'ouvriérisme. Ainsi, dans Le Monde du 25 novembre 1977, un article enthousiaste de Pierre Daix salue ce 2e tome des mémoires de Pannequin. Pierre Daix cite six fois Lecoeur, qui aurait voulu "se partager le pouvoir absolu avec Duclos et Fajon" au sein du PCF, "tout dévoués aux services de sécurité politique de Béria et d'Ignatiev", contre une ligne Thorez-Billoux pour "ne réserver à Thorez qu'une présidence d'honneur" et s'attarde sur la "mort inexpliquée de Camphin" en mars 1954 lors de l'éviction de Lecoeur de la direction du PCF. Bertrand Poirot-Delpech, dans le même numéro du Monde du 25 novembre 1977 salue "La Folie des miens", roman de Jean-Pierre Chabrol, ex-ami de Louis Aragon sur un dessinateur à L'Humanité "condamné à mort" pendant la guerre par le résistant "Dunkerque", "communiste pur et dur", exclu dans les années 1950, personnage qui évoque Auguste Lecoeur. Lecoeur se rapproche alors de l'historien Philippe Robrieux qui l'aide à écrire en 1978 une 2e édition augmentée du livre Le PCF, continuité dans le changement. De Maurice Thorez à Georges Marchais, puis publie l'Histoire intérieure du Parti communiste en août 1980.
Dès 1975, le premier ouvrage de Philippe Robrieux, consacré à Maurice Thorez, avait choqué au PCF, en montrant que la direction du PCF et son secrétaire général firent tout pour « désamorcer » la publication du « rapport Khrouchtchev » (février 1956) au XXe congrès du PCUS et les mémoires de Pannequin sont très indulgents envers Maurice Thorez et son épouse, considérant qu'il a été victime en 195-1952 d’un "groupe Duclos-Lecœur-Fajon appuyé sur la police soviétique de Beria".

### Publications après ses mémoires
En janvier 1981, il participe à une rencontre-interview de trois témoins de la "bataille du charbon", avec Auguste Lecœur et son ami de la Résistance André Pierrard,,, pour un livre qui ne sortira finalement qu'en 1986, et dans lequel Pierrard est présenté comme le seul à s’interroger rétrospectivement sur le bien-fondé de cette "bataille du charbon" dont il était alors le porte-parole dans le quotidien régional communiste Liberté. Le livre ignore "la très nombreuse production universitaire et locale sur le bassin minier". et ajoute un autre témoin, Léon Delfosse, décédé au cours de la même année 1986,présenté comme le père de l'achat du château de la Napoule, au bord de la Méditerranée, au nom du "droit au soleil et à la réparation de la santé" et partisan le plus catégorique de la "bataille du charbon".
En septembre 1981, Roger Pannequin écrit un article dans le quotidien socialiste Le Matin au sujet des affaires Marcel Dufriche et Georges Déziré, syndicaliste de Seine-Maritime et résistant tué par erreur par ses camarades communistes le 17 mars 1942,.

#### Livre de René Rousseau
Plus tard, Roger Pannequin recentrera ses accusations contre Maurice Thorez, à la lumière d'autres travaux d'historiens attestant de l'impact des premiers épisodes de la déstalinisation sur les conflits à la tête du PCF en 1953-1954 et de l'important rôle de direction joué par le numéro un du PCF entre 1950 et 1953 malgré sa convalescence en Union soviétique. Il effectue ce recentrage lors d'un entretien avec Renée Rousseau pour son livre de 1983 sur l'histoire de l'Union des femmes françaises (UFF).

#### Article dans la revueRaison présenteen 1987
Il tente de "faire revivre la mémoire de ses camarades étrangers tués au combat" et "de rappeler le profond désir de rachat des militants communistes après la rupture du pacte germano-soviétique", lorsqu'il est invité à un débat qui fait une audience record de 30% en 1985, lors de la diffusion par les Dossiers de l'écran d'Antenne 2 de Des terroristes à la retraite, documentaire français de Mosco Boucault, qui le contacte en 1987 pour un autre documentaire sur le PCF mais cette fois concernant le début des années 1950. Il écrit cette année là un article dans la revue Raison présente, dans lequel il exprime sa défiance envers l'emploi du mot « terroriste », en rappelant qu'en 1939-1945, son usage "contre la résistance communiste" vient de "la magistrature française, qui avait à l'unanimité prêté serment de fidélité à l'ennemi", des "traitres" dans la ligne de ceux qui un siècle et demi plus tôt avaient fait "entrer le mot « terreur » dans notre Histoire en falsifiant son sens originel", référence à la maxime de Robespierre voulant que la Révolution ne puisse vaincre « que par la vertu et la terreur », détournée les années suivantes par "la réaction thermidorienne", pour tenter de justifier "la terreur blanche" ou Terreur blanche de 1795.

### Mémoires,3etome, non publié
Roger Pannequin vit retiré dans l'Oise et écrit le 3e tome de ses souvenirs, affirme l'historien Philippe Robrieux en 1983, dans une biographie détaillée de Roger Pannequin, à la 443e page du 4e tome de son Histoire intérieure du Parti communiste. Au cours de la même année 1983, il est coauteur avec Maurice Gleize et Charles Tillon des « statuts » de l’association Mémoire et Histoire des Francs Tireurs et Partisans, et d'une lettre aux anciens résistants leur proposant de participer à l’association, datée du 21 octobre 1983, suivie d'une demande de déclaration officielle le 18 novembre à la préfecture de l’Oise, son département.
En 2001, la revue de l'Office universitaire de recherche socialiste "regrette vivement" qu'il "n'ait pas pu mener à bien de son vivant" ce projet "revenant sur les années soixante et les années soixante-dix", au cours desquelles il a échangé de très nombreux courriers avec Charles Tillon, conservés dans les archives de ce dernier.
Le 2e tome de ses souvenirs, le précédent, se termine effectivement en 1953, sans évoquer la participation de l'auteur au mouvement Unir pour le socialisme, un groupe d'opposition interne dans le Parti communiste français, actif entre 1952 et 1974, ni celle, à partir du début 1970, aux côtés d'Eugénie Camphin, Charles Tillon, Jean Chaintron, et Francis Kahn, au Comité d’Initiative du Secours Rouge que tous les quatre ont cependant quitté dès juin 1971.

## Palmes académiques et centre de formation professionnelle
Roger Pannequin a obtenu les Palmes académiques pour son travail « au cours des dernières années de sa carrière enseignante », de directeur d'un centre de formation professionnelle pour adolescents handicapés à Bonneuil-sur-Marne.

## Distinctions
- Croix de guerre 1939-1945
- Médaille de la Résistance française (1947)
- Médaille des évadés
- Chevalier de la Légion d'honneur (1986)
- Chevalier de l'ordre des Palmes académiques

## Publications
- Roger Pannequin, Ami si tu tombes, Paris, Sagittaire, 1976, 379 p. (ISBN 2727500211).
- Roger Pannequin, Adieu camarades, Paris, Sagittaire, 1977, 373 p. (ISBN 2727500432).
- Roger Pannequin, Les Compagnons de route 1917-1968, Robert Laffont, 1979.